# Dawson County (Georgie)
Dawson County je okres ve státě Georgie ve Spojených státech amerických. K roku 2010 zde žilo 22 330 obyvatel. Správním městem okresu je Dawsonville. Celková rozloha okresu činí 554 km². Vznikl 3. prosince 1857.